# 山田敦彦
山田 敦彦（やまだ あつひこ、1959年9月25日 - ）は、東京都出身の俳優、声優、ナレーター。優企画、劇団NLT所属。

## 人物
身長173cm。体重88kg。血液型A型。
趣味はスポーツ観戦。特技は野球、麻雀。

## 出演作品

### テレビドラマ
NHK
- 大河ドラマ
  - 新大型時代劇 / 宮本武蔵（1984年） - 五平
  - 春の波涛（1985年） - 塾生
  - 八代将軍吉宗（1995年） - 本多正珍
  - 元禄繚乱（1999年） - 能楽師
  - 軍師官兵衛（2014年）
- 土曜ドラマ / 私が愛したウルトラセブン（1993年）
- ドラマ新銀河 / 拝啓自治会長殿（1995年）
- さわやか3組（1997年）
- NHKスペシャル / 未解決事件「ロッキード事件」（2016年）

日本テレビ
- 土曜ドラマ / サバイバル・ウェディング（2018年）

TBS
- 水曜ドラマスペシャル（1987年）
  - 熟女三人情熱の宿
  - 美に捧げる犯罪
- ドラマ30 / 失業白書（1997年）
- 月曜ミステリー劇場 / 検察審査会（2005年） - 飯田まさひこ
- 金曜ドラマ / インハンド（2019年）
- 火曜ドラマ / 君の花になる（2022年） - 商店街長
- キャスター 第3話（2025年4月27日） - ラーメン屋店主 役

フジテレビ
- 花嫁衣裳は誰が着る（1986年）
- 金曜エンタテインメント / 女弁護士水島由里子の危険な事件ファイル2（1998年） - バーテン
- ブラック・プレジデント（2014年）

テレビ朝日
- サントリーミステリースペシャル / 運命交響曲殺人事件（1984年）
- ザ・ハングマン4（1984年）
- 特警ウインスペクター（1990年）
- ララバイ刑事（1991年）
- 金曜ナイトドラマ / 匿名探偵（2012年）
- ドラマL / 年下彼氏（2020年）
- 相棒（2021年） - アパートの大家

テレビ東京
- ウルトラQ dark fantasy（2004年） - 不動産屋
- 水曜ミステリー9 / 小杉健治サスペンス「偽証法廷」（2012年） - 刑事
- ドラマプレミア23 / 警視庁考察一課（2022年） - 山川敦彦

NHK-BS2
- 照柿（1996年）

### テレビ番組
- モーニングEye（TBS）
- おはなしのくに（NHK教育テレビジョン）
  - あらしのよるに（2000年） - 語り
- さんすうすいすい（NHK教育テレビジョン）
- 歴史みつけた（NHK教育テレビジョン）
- 歴史たんけん（1995年、NHK教育テレビジョン）
- なんでもQ（NHK教育テレビジョン） - カブト山、かまやん（初代）
- 日高義樹のワシントン・リポート（テレビ東京）
- 鉄道のある風景（Jドキュメント750）
- 蔵の町放浪記（Jドキュメント750）
- 中居正広の金曜日のスマイルたちへ（TBS）
- 中国誘遊紀行 〜大河と大地と古都をゆく〜（旅チャンネル） - ナレーション
- 厳選・日本三名泉の隠れ宿（旅チャンネル）

### 映画
- 鹿鳴館（1986年、東宝）
- マルタイの女（1997年、東宝） - 刑事
- ごくせん THE MOVIE（2009年、東宝）
- ハジマメシテ!（2022年）

### Vシネマ
- コードネーム348 女刑事サシバ（1990年）
- 愚連隊の神様 万寿十一伝説 紅蓮（2002年）

### テレビアニメ
- ルパン三世 the Last Job（2010年、老神父）

### 吹き替え
- トランスポーター（2002年、パイロット）※テレビ朝日旧版
- クリムゾン・リバー2 黙示録の天使たち（2004年）
- トゥー・ブラザーズ（2004年）
- 80デイズ（2004年）
- コペンハーゲン（2014年）
- Major Crimes 〜重大犯罪課 シーズン5（2016年）

### 配信ドラマ
- 離婚しようよ（2023年、Netflix） - 近藤

### DVD
- 富豪刑事特典映像

### CM
- 雪印乳業 アイスクリーム
- ナショナル
- コニカ
- 大正漢方胃腸薬
- ヤクルト化粧品
- JR東日本
- 共同石油
- 日本生命保険
- センチュリー21・ジャパン
- 大和証券
- あづま食品
- TDK ラジオCM
- オリックス 球場CM
- 全国商工会連合会
- 全国信用金庫協会
- 麒麟麦酒 のどごし生
- スターツコーポレーション

### 舞台
- マカロニ金融（1998年）
- 鹿鳴館（2002年、2004年）
- 嫁も姑も皆幽霊（2002年）
- 花の元禄後始末（2009年）
- ペコロスの母に会いに行く（2018年 - 2019年）
- 喜劇「総理、死んでもらいます!」（2022年）
- 毒薬と老嬢
- ばらばら
- ウーマン・イン・マインド
- 羨ましい女たち
- キャットフード
- マカロニ金融
- ブループレートスペシャル
- 月の光
- 被告人

### ラジオ
- 朗読（2004年、2008年、2014年、NHKラジオ）
  - 「動物もまた人間である」